# Zénith-2 Saint-Pétersbourg
Maillots
Le Fubolny klub Zenit-2, plus communément appelé Zénith-2 Saint-Pétersbourg (en russe : «Зенит-2» Санкт-Петербург), est un club russe de football basé à Saint-Pétersbourg. Il s'agît du club-école du Zénith Saint-Pétersbourg, équipe de première division.
Il évolue en quatrième division russe depuis la saison 2023-2024.

## Histoire
Fondé sous sa première forme en 1993, le Zénith-2 constitue alors l'équipe réserve du Zénith Saint-Pétersbourg, alternant entre son nom d'origine et celui de Zénith-d. Il évolue alors entre la troisième division et la quatrième division durant les années 1990. Cette équipe se retire à l'issue de la saison 2000 pour rejoindre le championnat russe des réserves et est remplacé en 2001 par le Lokomotiv-Zénith-2, un club-école créé via un partenariat entre le Zénith et le Lokomotiv Saint-Pétersbourg. Ce nouveau club prend le nom Zénith-2 dès 2002 et se maintient pendant huit années supplémentaires en tant qu'équipe de milieu et de bas de classement, prenant part en parallèle à la Coupe de Russie dont il atteint les seizièmes de finale en 2006. Après une dix-neuvième et dernière place à l'issue de l'exercice 2008, le club quitte la troisième division et disparaît dans la foulée, laissant alors place à un autre club-école, le Smena-Zénith, qui ne subsiste quant à lui qu'une seule année.
Le Zénith-2 sous sa forme actuelle est recréé en 2013 et intégré au sein du groupe Ouest de la troisième division pour la saison 2013-2014. Il est alors entraîné par Vladislav Radimov. Finissant dixième du groupe lors de sa première saison, le club connaît un exercice 2014-2015 plus positif qui le voit terminer deuxième derrière le Spartak-2 Moscou. Il profite par la suite du retrait du Torpedo Moscou pour obtenir une promotion administrative en deuxième division pour la saison suivante, devenant avec le Spartak-2 les deux premières équipes réserves à accéder à cet échelon.
Par la suite, l'équipe devient un acteur récurrent du bas de classement de la deuxième division, terminant treizième pour ses deux premières saisons, tandis que Radimov quitte son poste à l'issue de la saison 2016-2017 et est remplacé par Anatoli Davydov. Après un début de saison difficile, ce dernier est nommé directeur du centre de formation durant la trêve hivernale en fin d'année 2017 et remplacé cette fois par Konstantine Zyrianov, qui emmène l'équipe à un bilan de six victoires et sept défaites sur la deuxième partie de saison, ce qui place cependant le club en seizième position synonyme de relégation. Il tire cependant profit par la suite de la non-promotion du champion du groupe Est de troisième division pour être repêché en fin de saison. Zyrianov quitte dans la foulée son poste pour être remplacé par Oleksandr Horshkov. Sous ses ordres cependant, l'équipe connaît un début de saison 2018-2019 désastreux avec huit défaites de suite lors des huit premiers matchs de championnat, ce qui amène à son renvoi dès le mois de septembre 2018, tandis que Vladislav Radimov reprend son poste d'entraîneur. Il ne peut cependant empêcher la relégation de l'équipe à cinq journées de la fin du championnat. Il atteint l'année suivante la troisième place du groupe Ouest en troisième division.

## Bilan sportif

### Classements en championnat
La frise ci-dessous résume les classements successifs du club en championnat.

### Bilan par saison
| Saison    | Championnat  | Championnat  | Championnat  | Championnat  | Championnat  | Championnat  | Championnat  | Championnat  | Championnat  | Championnat  | Coupe de Russie     |
| Saison    | Division     | Pos          | Pts          | J            | V            | N            | D            | BP           | BC           | Diff         | Coupe de Russie     |
| --------- | ------------ | ------------ | ------------ | ------------ | ------------ | ------------ | ------------ | ------------ | ------------ | ------------ | ------------------- |
| 1993      | 3e Zone 5    | 7e           | 33           | 30           | 12           | 9            | 9            | 46           | 32           | +14          | —                   |
| 1994      | 4e Zone 4    | Abandon      | Abandon      | Abandon      | Abandon      | Abandon      | Abandon      | Abandon      | Abandon      | Abandon      | —                   |
| 1995      | 4e Zone 4    | 12e          | 19           | 24           | 6            | 1            | 17           | 28           | 38           | -10          | —                   |
| 1996      | 4e Zone 4    | 8e           | 40           | 30           | 11           | 7            | 12           | 29           | 28           | +1           | —                   |
| 1997      | 4e Zone 4    | 11e          | 49           | 36           | 12           | 13           | 11           | 49           | 32           | +17          | —                   |
| 1998      | 3e Ouest     | 6e           | 73           | 40           | 22           | 7            | 11           | 68           | 42           | +26          | —                   |
| 1999      | 3e Ouest     | 5e           | 62           | 38           | 18           | 8            | 12           | 56           | 37           | +19          | —                   |
| 2000      | 3e Ouest     | 9e           | 50           | 36           | 13           | 11           | 12           | 50           | 41           | +9           | —                   |
| 2001      | 3e Ouest     | 8e           | 62           | 38           | 16           | 14           | 8            | 56           | 39           | +17          | —                   |
| 2002      | 3e Ouest     | 15e          | 37           | 38           | 9            | 10           | 19           | 34           | 49           | -15          | —                   |
| 2003      | 3e Ouest     | 8e           | 48           | 36           | 13           | 9            | 14           | 34           | 39           | -5           | 256es de finale     |
| 2004      | 3e Ouest     | 16e          | 26           | 32           | 7            | 5            | 20           | 29           | 46           | -17          | 256es de finale     |
| 2005      | 3e Ouest     | 6e           | 53           | 32           | 15           | 8            | 9            | 37           | 28           | +9           | 128es de finale     |
| 2006      | 3e Ouest     | 13e          | 37           | 34           | 9            | 10           | 15           | 46           | 59           | -13          | 128es de finale     |
| 2007      | 3e Ouest     | 7e           | 41           | 30           | 12           | 5            | 13           | 45           | 48           | -3           | Seizièmes de finale |
| 2008      | 3e Ouest     | 19e          | 24           | 36           | 6            | 6            | 24           | 38           | 76           | -38          | 256es de finale     |
| 2008      | 3e Ouest     | 19e          | 24           | 36           | 6            | 6            | 24           | 38           | 76           | -38          | 256es de finale     |
| 2009-2013 | Club inactif | Club inactif | Club inactif | Club inactif | Club inactif | Club inactif | Club inactif | Club inactif | Club inactif | Club inactif | Club inactif        |
| 2013-2014 | 3e Ouest     | 10e          | 43           | 32           | 11           | 10           | 11           | 43           | 43           | 0            | —                   |
| 2014-2015 | 3e Ouest     | 2e           | 57           | 30           | 18           | 3            | 9            | 78           | 41           | +37          | —                   |
| 2015-2016 | 2e           | 13e          | 50           | 38           | 13           | 11           | 14           | 61           | 56           | +5           | —                   |
| 2016-2017 | 2e           | 13e          | 43           | 38           | 9            | 16           | 13           | 44           | 51           | -7           | —                   |
| 2017-2018 | 2e           | 16e          | 40           | 38           | 11           | 7            | 20           | 43           | 59           | -16          | —                   |
| 2018-2019 | 2e           | 19e          | 28           | 38           | 7            | 7            | 24           | 33           | 57           | -24          | —                   |
| 2019-2020 | 3e Ouest     | 3e           | 32           | 17           | 9            | 5            | 3            | 30           | 14           | +16          | —                   |
| 2020-2021 | 3e Groupe 2  | 2e           | 59           | 30           | 17           | 8            | 5            | 56           | 26           | +30          | —                   |
| 2021-2022 | 3e Groupe 2  | 15e          | 26           | 16           | 8            | 2            | 6            | 42           | 28           | +14          | —                   |
| 2022-2023 | 3e Groupe 2  | 13e          | 36           | 18           | 10           | 6            | 2            | 35           | 20           | +15          | —                   |

Légende
- Promotion en division supérieure
- Relégation en division inférieure

## Entraîneurs
La liste suivante présente les différents entraîneurs du club ,.
- Anatoli Zintchenko (1993)
- Lev Bourtchalkine (1998-2000)
- Anatoli Davydov (2000)
- Boris Rapoport (2001)
- Lev Bourtchalkine (2002)
- Nikolaï Vorobiov (2003)
- Viatcheslav Melnikov (2004-2005)
- Vladimir Goloubev (2006-2008)
- Vladislav Radimov (juillet 2013-mai 2017)
- Anatoli Davydov (juin 2017-décembre 2017)
- Konstantine Zyrianov (décembre 2017-juin 2018)
- Oleksandr Horshkov (juin 2018-septembre 2018)
- Vladislav Radimov (septembre 2018-)